# Петропавловка (Кусинський район)
Петропавловка (рос. Петропавловка) — село у Кусинському районі Челябінської області Російської Федерації.
Входить до складу муніципального утворення Петрозаводське сільське поселення. Населення становить 1393 особи (2010).

## Історія
Від 1940 року належить до Кусинського району Челябінської області.
Згідно із законом від 9 червня 2004 року органом місцевого самоврядування є Петрозаводське сільське поселення.

## Населення
| 2002 | 2010  |
| ---- | ----- |
| 1681 | ↘1393 |